# Little 15
«Little 15» (en español, Pequeño 15) es el vigésimo primer disco sencillo del grupo inglés de música electrónica Depeche Mode, el cuarto desprendido de su álbum Music for the Masses, publicado en 7 y en 12 pulgadas solo en Europa en 1988.
Little 15 es un tema compuesto por Martin Gore con una muy experimental musicalización minimalista de Alan Wilder. Como lados B aparecieron los temas Stjarna, también de Martin Gore y una interpretación de Alan Wilder de la Sonata para piano no. 14 de Ludwig van Beethoven. Little 15 en realidad no se pensó en principio como sencillo, pero un sello francés buscó su publicación al haber sido una popular importación allá y un éxito menor en el Reino Unido, por lo cual terminó optándose por su publicación.
En secuencia, fue el primer sencillo del grupo desde Leave in Silence que no recibió catálogo "Bong", sino solo "Little 15".

## Descripción
No es la primera función minimalista de DM, pero si la primera que se publicó como lado A en disco sencillo, siendo una de las decisiones más extrañas en cuanto a criterios comerciales, y con resultados consecuentemente menores, si bien solo se publicó en Europa.
Es un tema con una extraña letra conducida por la frase “Little 15”, Pequeño 15 en español, lo cual ha llevado a la interpretación por algunos de que en realidad está dirigida a un muchacho de 15 años como crítica indirecta a las mujeres que se niegan a aceptar su edad cuando mayores, sin embargo el resto de la letra resulta un poco desigual con esa versión. Por otro lado pareciera una lírica dirigida a la inevitabilidad del inexorable paso del tiempo, la cual es la versión más sólida pues incluso el vídeo promocional apoya esa idea.
La musicalización está hecha con un chocante efecto electrónico como de acordeón repetido durante toda la canción, una base electrónica y el piano por Alan Wilder en secciones específicas solo como puente, el cual se muestra triste y pesaroso. Conforme avanza el tema se torna todavía más tristón, hasta llegar a un puente medianamente rítmico y una última estrofa poco más cargada.
El tema mantiene sobre todo mucho dramatismo, con un asomo de franco fatalismo implícito en letra y en música, y solo al acabar con un sonido operístico parece llevarse todo su pesimismo.

## Formatos
En disco de vinilo
7 pulgadas Mute Little 15  Little 15
| Lado A |             |          |  |
| N.º    | Título      | Duración |  |
| 1.     | «Little 15» | 4:14     |  |

| Lado B |           |          |  |
| N.º    | Título    | Duración |  |
| 1.     | «Stjarna» | 4:21     |  |

12 pulgadas Mute 12 Little 15  Little 15
| Lado A |             |          |  |
| N.º    | Título      | Duración |  |
| 1.     | «Little 15» | 4:15     |  |

| Lado B |                                             |          |  |
| N.º    | Título                                      | Duración |  |
| 1.     | «Stjarna»                                   | 4:09     |  |
| 2.     | «Sonata no. 14 In C#m» (“Moonlight Sonata”) | 5:50     |  |

CD 1991
Para 1991, Little 15 se realizó en formato digital dada su inclusión en la colección The Singles Boxes 1-3 de ese año, con lo que de paso vio por primera vez su publicación en los Estados Unidos.
| Mute CD Little 15 Little 15 |                                             |          |  |
| N.º                         | Título                                      | Duración |  |
| 1.                          | «Little 15»                                 | 4:14     |  |
| 2.                          | «Stjarna»                                   | 4:23     |  |
| 3.                          | «Sonata no. 14 In C#m» (“Moonlight Sonata”) | 5:36     |  |

En algunos formatos, el lado B aparece con el título "St Jarna".

## Vídeo promocional
"Little 15" fue dirigido por Martyn Atkins. El vídeo por su parte concreta mejor la rara idea del tema, al manejar un concepto sobre tiempo que va agotándose, desde que comienza muestra un reloj marcando la hora e imágenes del frente de un automóvil en movimiento transmitiendo la sensación de falta de tiempo y algo de desesperación por acabar las cosas, así como imágenes de mujeres llegando como siempre a la interpretación sobre la dificultad de las relaciones de pareja.
El vídeo es parecido a los de Anton Corbijn debido a que es en monocromático, pero en lugar de ser claroscuro todo está en color sepia, aumentando de algún modo la sensación de pesimismo.
El video se incluye en la colección The Videos 86>98 de 1998 y en Video Singles Collection de 2016.

## En directo
Dado su carácter de tema minimalista, Little 15 hasta ahora ha sido incorporado solo durante la gira World Violation Tour, en la cual de hecho era una función “acústica” pues únicamente requería la musicalización de Alan Wilder en sintetizador a modo piano, y además era cantado por Martin Gore a diferencia de cómo aparece en el álbum.